# Auf dem Quai in Smyrna
Auf dem Quai in Smyrna (Originaltitel: On the Quai at Smyrna) ist eine Kurzgeschichte des US-amerikanischen Schriftstellers Ernest Hemingway. Sie ist in der 1925 erschienenen Kurzgeschichtensammlung In Our Time enthalten. 
Sie erzählt fragmentarisch und verwirrend einzelne Erinnerungen eines Soldaten während des Griechisch-Türkischen Krieges bei der Evakuierung von griechischen Soldaten und Flüchtlingen aus der ägäischen Hafenstadt Smyrna (heutiger türkischer Name: Izmir) im September 1922.

## Handlung
Der Ich-Erzähler setzt ohne Einleitung direkt ein und erzählt davon, dass das Seltsame war, dass sie jede Nacht um Mitternacht anfingen zu schreien und sie aufhörten, wenn man mit den Scheinwerfern auf sie leuchtete. Es folgen weitere Erinnerungen, wie etwa eine kurze Auseinandersetzung zwischen dem Erzähler, einem Kanonier und einem türkischen Offizier, der meint, dass ihn der Kanonier schwer beleidigt hätte. Dies sei laut Erzähler jedoch nicht so möglich, da der beschuldigte Kanonier nur wenig Türkisch spreche. Der Erzähler versichert dem türkischen Offizier, dass der Kanonier schwer bestraft werden würde, tatsächlich behauptet er dies nur, um einer weiteren Auseinandersetzung zu entgehen. Er glaubt dem Kanonier und bittet diesen, für den Rest des Tages zurück auf das Schiff zu gehen, damit er nicht mehr gesehen wird.
Dann berichtet der Erzähler über Frauen, die tote Babys in den Armen hielten und diese nicht weggeben wollten, weshalb man sie ihnen nach einer Woche gewaltsam entreißen musste. Kurz darauf folgt die Schilderung von Geburten, bei denen laut Erzähler überraschend wenige Kinder starben.
Ganz zum Schluss kommt der namenlose Protagonist auf die zu evakuierenden Griechen zu sprechen, die mit ihren Lasttieren an den Hafen kamen, doch weil sie die Tiere nicht mitnehmen konnten, brach man ihnen die Vorderbeine und stieß sie ins Wasser, woraufhin sie ertranken. Der Erzähler beschreibt dies (wahrscheinlich ironisch) als richtig hübsch.

## Form
In der gesamten Kurzgeschichte fallen keine Namen und bis auf den kurzen Dialog zwischen Erzähler und Kanonier sind alle Ereignisse kurze Schilderungen, die nur angerissen werden. Damit stellt diese Erzählung die fragmentarischen Erinnerungen eines Soldaten dar, der offenkundig von seinen Erlebnissen aus dem Ersten Weltkrieg erzählt. Autor Hemingway überträgt die Verwirrung der Soldaten auf den Leser durch den Schreibstil, da dem Leser jene Ereignisse ähnlich suspekt vorkommen, wie den Soldaten zu der Zeit, als sie passierten.
Dies verstärkt sich dadurch, da es weder einen kurzen Prolog oder Epilog gibt. Der Erzähler hört genauso abrupt auf, wie er begonnen hat und auf den ersten Blick fällt es schwer eine Quintessenz auszumachen.

## Einordnung in Hemingways Werk
Auf dem Quai in Smyrna war das erste von vielen literarischen Werken, die Hemingway über den Ersten Weltkrieg schrieb. Als sein Hauptwerk zu diesem Thema kann der 1929 erschienene Roman In einem andern Land betrachtet werden, der direkt von seiner Zeit als Sanitäter an der italienischen Front inspiriert wurde. Spätere Kurzgeschichten von Hemingway zu diesem Sujet sind jedoch weniger konfus.